# Genzon
Genzon is een buurtschap ten zuidoosten van Ulestraten in de gemeente Meerssen in de Nederlandse provincie Limburg. De buurtschap is gelegen aan de Genzonweg, Genzon en de Slunderweg. Op de kruising van deze wegen staat de Onze-Lieve-Vrouw-van-Lourdeskapel, een kapel gewijd aan Onze-Lieve-Vrouwe van Lourdes. De kapel is gebouwd in 1900 op de fundamenten van een oudere voorganger en heeft het uiterlijk van een Lourdesgrot. In de buurtschap zijn verschillende traditionele Limburgse boerderijen te zien.

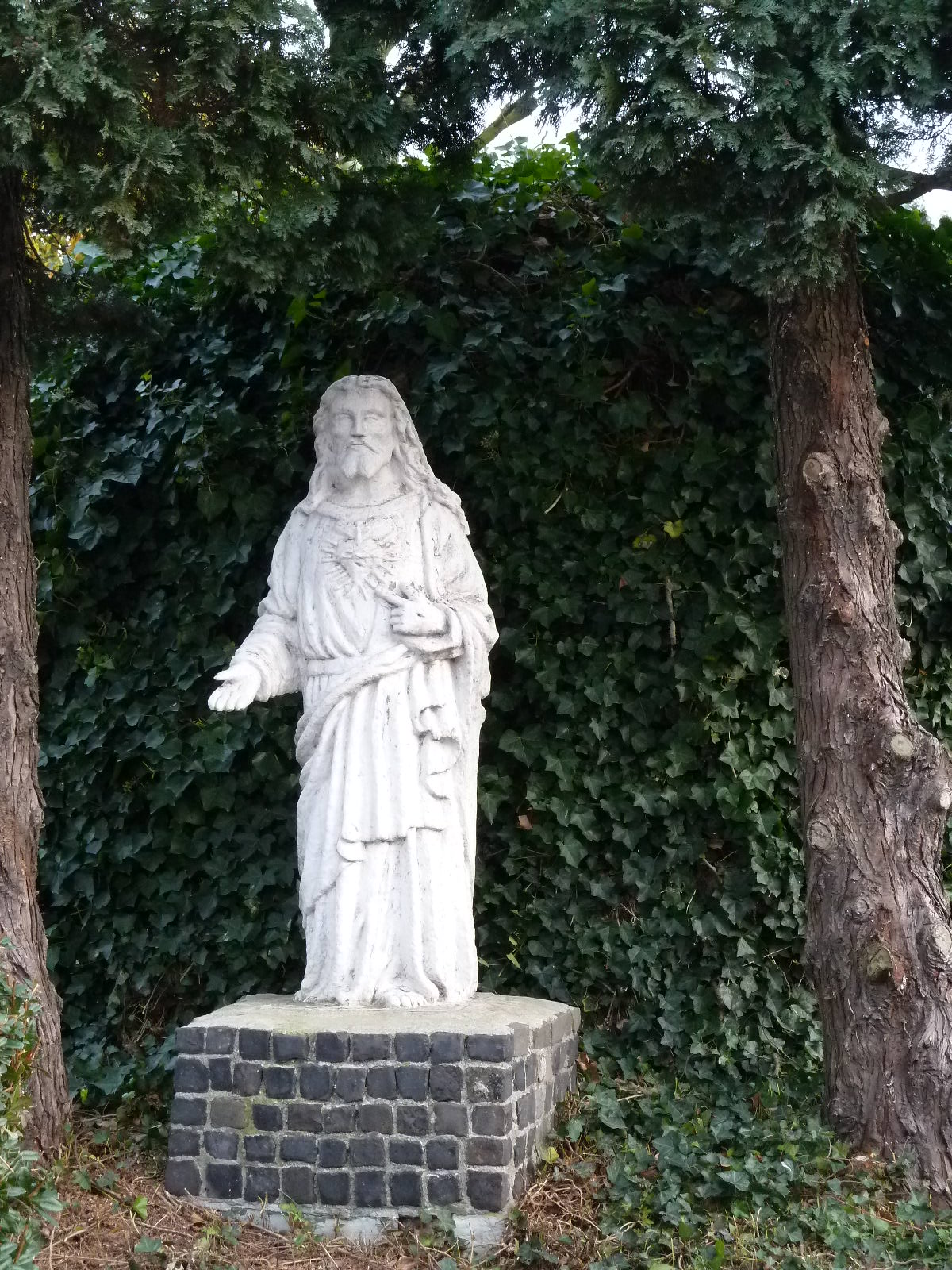
Beeld aan kruising Genzonweg-Genzon
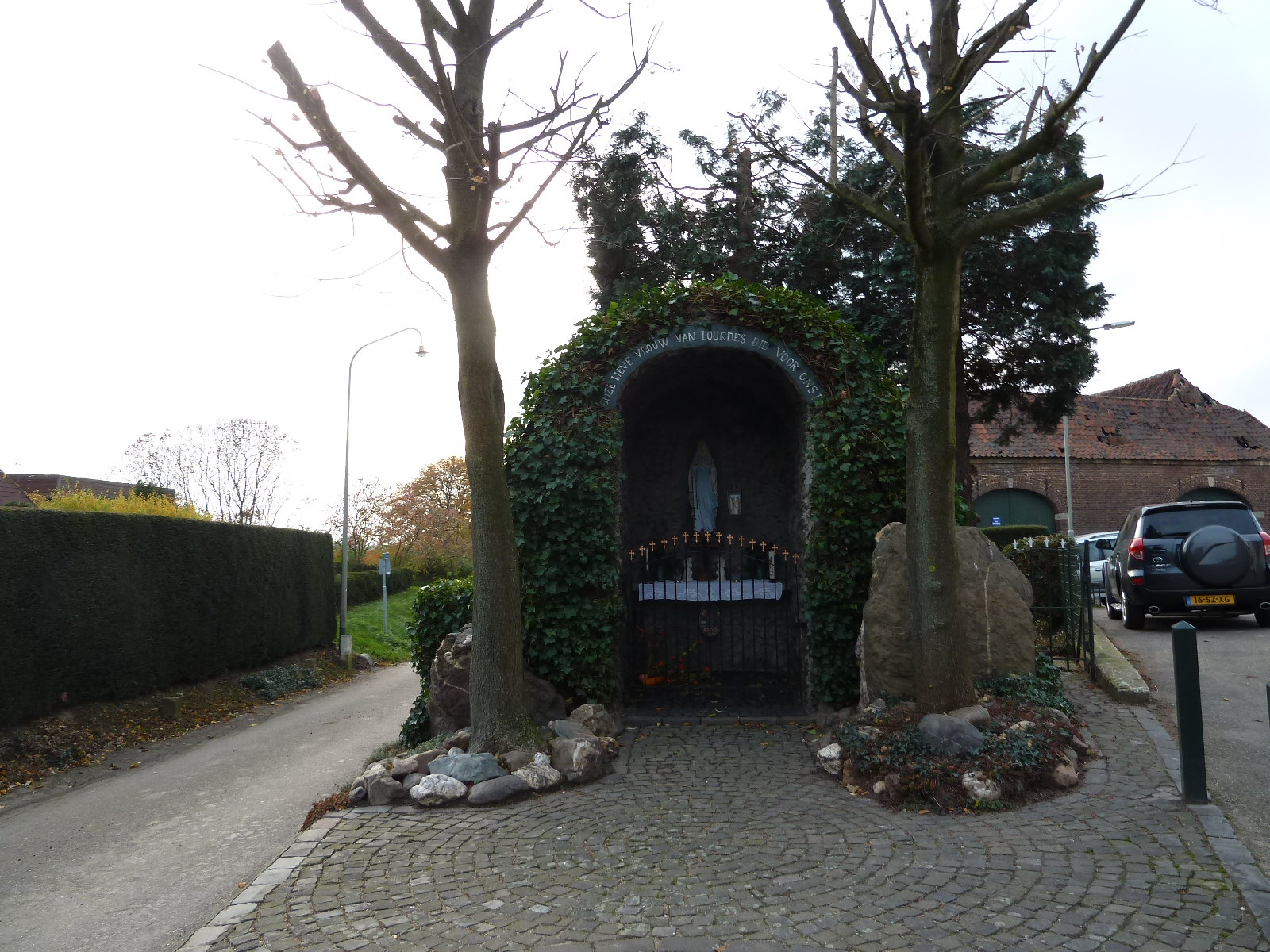
OLV van Lourdes aan kruising Genzonweg-Genzon